# Return Jonathan Meigs
Return Jonathan Meigs (Middletown, 17 novembre 1764 – Marietta, 29 marzo 1825) è stato un politico e militare statunitense, 5° Direttore delle Poste.

## Biografia
Fu il quinto direttore generale delle poste degli Stati Uniti durante la presidenza di James Madison prima e nel corso della presidenza di James Monroe poi. Fra le altre cariche politiche assunte quella di quarto governatore dell'Ohio dall'8 dicembre 1810 al 24 marzo 1814.
Nato nello stato del Connecticut, suo padre era Return Jonathan Meigs Senior, frequentò il Yale College terminando il percorso di studi nel 1785. Si trasferì prima a Marietta, Ohio (città dove morirà) dove diventò nel 1803 il primo presidente della corte suprema dello stato di Ohio, poi viaggiò ancora diventando giudice.

## Riconoscimenti
La Contea di Meigs è chiamata così in suo onore.